# Gaia's Legacy
Gaia's Legacy è l'ottavo album in studio della band metal italiana Eldritch, pubblicato nel 2011 da Scarlet Records.

## Il disco
Con questo disco vi è un marcato ritorno al progressive metal dei primi album, con l'utilizzo di numerose parti di sintetizzatore e di pianoforte. L'album tratta il tema del riscaldamento globale e prende ispirazione dal documentario di Al Gore Una scomoda verità. Vi è presente anche la cover del brano Through Different Eyes dei Fates Warning.

## Tracce
1. Gaia's Anger
2. Deviation
3. Our Land
4. Vortex of Disaster
5. Mother Earth
6. Everything's Burning
7. Thinning Out
8. Like a Child
9. Signs
10. Thoughts of Grey
11. Thirst in Our Hands
12. Through Different Eyes

## Formazione
- Terence Holler - voce
- Eugene Simone - chitarra
- Rudj Ginanneschi - chitarra
- John Crystal - basso
- Raffahell Dridge- batteria
- Gabriele Caselli- tastiere